# 周傳性
周传性（1869年—1950年）字静溪，云南昭峨（今峨山彝族自治县）大棚租村人，祖籍陕西省幽地。中华民国政治人物、中医医生。

## 生平
周传性自幼入峨山双江镇彭觐商的私塾读书。光绪二十三年（1897年），周传性和胞弟周传经同榜中举人。1907年到北京参加会试，此次会试为中国最后一次举行会试，14名考生获录取。周传性以京官发放各省任用，历任户部主事、度支部主事。
几年后，周传性回到云南，任云南省国税厅厅长兼财政司司长，其间已经自学成为中医。后因同唐继尧政见不合，于1922年辞职。此后，他赴上海开交易行，并开“不忍医馆”行医。1933年，周传性自上海返回云南，正逢昆明发生传染病（据说是白喉），周传性乃于昆玉龙堆（今昆明青云街1号云南大学校门西侧）私人住宅内开设“不忍医馆”行医。同时，他在家乡峨山县双江镇南门外开工建设馆宅。
1933年以后，周传性历任云南省临时议会参议员，云南人民企业公司委员会顾问，云南省文献委员会委员，云南省财政经济改革设计委员会委员等职务。
中华人民共和国成立后，周传性因为误食臭茸又不信西医，于1950年8月在昆明病逝。云南省人民政府副主席周保中曾亲往吊唁。

## 著作
- 静园诗草[1]